# Matrimonio igualitario en la Ciudad de México
El 21 de diciembre de 2009 la Asamblea Legislativa (ALDF), aprobó una enmienda al artículo 146 del código civil para el Distrito Federal (denominación de la Ciudad de México en ese entonces, y que con fundamento en el artículo trigésimo cuarto transitorio de la Constitución Política de la Ciudad de México, se refiere al mismo ordenamiento independientemente de su denominación), misma que dejó de calificar el sexo de los contrayentes como anteriormente lo hacía ("El matrimonio es la unión libre de un hombre y una mujer [...])". La reforma fue publicada en la Gaceta Oficial del Distrito Federal por instrucción del jefe de gobierno capitalino el 29 de diciembre de 2009 y entró en vigor el 4 de marzo de 2010, de conformidad con el primer artículo transitorio correspondiente a la reforma en mención, que dictaba la entrada en vigor 45 días hábiles posteriores a su publicación, y que obligaba en el mismo plazo al Ejecutivo de la Ciudad de México a realizar las adecuaciones administrativas necesarias para que se diera cabal cumplimiento a la reforma, especialmente las referentes a la regulación del Registro Civil en la entidad. Por vía de consecuencia, a partir de entonces, el matrimonio entre personas del mismo sexo es lícito en la Ciudad de México y puede ser reconocido en el resto de la República Mexicana.
En relación con lo anterior, cabe señalar que, antes del matrimonio igualitario en el Distrito Federal, la Ley de Sociedad de Convivencia para el Distrito Federal, publicada el jueves 16 de noviembre de 2006 y vigente desde el 17 de marzo de 2007, 120 días naturales posteriores a su publicación como expresaba su primer artículo transitorio, reconocía las uniones entre personas del mismo sexo mediante un convenio que no otorgaba el derecho de filiación y seguridad social para los convivientes. No constituía un acto que modificara el estado civil de las personas contrayentes pues los firmantes permanecían "solteras" (os) a diferencia del matrimonio contraído ante un juez del Registro Civil. Dicha Ley se abrogó por la Ley de Sociedad de Convivencia para la Ciudad de México, publicada el martes 24 de octubre de 2017 y vigente desde el 5 de diciembre de 2018. Esta nueva Ley, a diferencia de su predecesora, regula a la Sociedad de Convivencia de tal forma que sí constituye una modificación al estado civil de las personas físicas, pues su artículo cuarto la erige como causal de impedimento para contraer otra Sociedad de Convivencia, y mutatis mutandis, confirma como prohibición para su tramitación el matrimonio o concubinato existente. En ese sentido, el Distrito Federal se convirtió en la decimocuarta jurisdicción del mundo que legalizó las nupcias entre homosexuales (tras los Países Bajos, Bélgica, España, Canadá, Sudáfrica, Noruega, Suecia y seis estados de EE. UU.), y la primera de América Latina (Argentina fue el primer país, mas no la primera jurisdicción de la zona).

## Contexto
El 24 de noviembre de 2009 el asambleísta David Razú Aznar, propuso un proyecto de ley para legalizar el matrimonio entre personas del mismo sexo de la mano de Sociedad Unida por el Derecho al Matrimonio entre personas del mismo sexo, coalición de organizaciones coordinada por Lol Kin Castañeda Badillo. Los Argumentos del Diputado David Razú Aznar, inician diciendo que "gais y lesbianas pagan impuestos como los demás, obedecen las leyes como los demás, construyen la ciudad como los demás, y no hay ninguna razón para que tengan una serie de reglas especiales y diferentes". El proyecto buscaba modificar la definición de matrimonio del Código Civil para incluir un lenguaje genéricamente neutro. Razú señaló que el proyecto debía "estar de acuerdo con el Artículo 1 de la Constitución, que dice que no se puede discriminar a ninguna persona por ninguna razón, y con el Artículo 2 del Código Civil, que dice que ninguna persona puede ser privada del ejercicio de sus derechos por razones de orientación sexual".
Emiliano Aguilar, asambleísta del PRI, recibió críticas por distribuir panfletos homófobos que mostraban a prostitutas transgénero con la capción, "Legislador, ¿quieres que tus hijos terminen así? No promuevas la homosexualidad". Luis González Plascencia, Presidente de la Comisión de Derechos Humanos de la Ciudad de México, apoyó el proyecto de ley. La Asociación Internacional de Gays y Lesbianas (ILGA), Amnistía Internacional (AI),Acción Ciudadana de Construcción Nacional AC (ACCIONA AC), organizaciones feministas y defensoras del Derechos Humanos en México y en otras partes del mundo formaron más de 360 ONG reunidas en una sola llamada "Sociedad Unida por el derecho al matrimonio entre personas del mismo sexo", desde donde apoyaron la legalización del matrimonio homosexual en México D.F. El PAN anunció que se opondría determinantemente a la iniciativa y demandó al gobierno un referéndum. Sin embargo, se rechazó la posibilidad de un referéndum sobre el matrimonio homosexual en la Asamblea Legislativa el 18 de diciembre de 2009 por 39 votos a favor 20 en contra y 5 abstenciones.
El 21 de diciembre de 2009 la ALDF aprobó la legalización del matrimonio homosexual con 39 votos —de las fracciones del PRD y el PT— contra 20 —2 priistas, más PAN y PVEM—. Marcelo Ebrard confirmó la ley en su calidad de jefe de gobierno y se instruyó su publicación el 29 de diciembre de 2009 en la Gaceta del Distrito Federal. El proyecto de ley modifica la definición de matrimonio en el Código Civil del DF. Antes de la reforma, el artículo 146 de dicho código definía el matrimonio como "la unión libre entre un hombre y una mujer". A partir del 29 de diciembre, este artículo está redactado de la siguiente manera:

Artículo 146.- Matrimonio es la unión libre de dos personas para realizar la comunidad de vida, en donde ambos se procuran respeto, igualdad y ayuda mutua. Debe celebrarse ante el Juez del Registro Civil y con las formalidades que estipule el presente código.

El decreto de la ALDF reconoce todos los derechos conyugales a las parejas de personas del mismo sexo, incluyendo la adopción, la adquisición común de crédito bancario, la posibilidad de heredar bienes y el derecho a incluir a la pareja en las pólizas de seguro, entre otros derechos que no eran reconocidos por la Ley de Sociedad de Convivencia para el Distrito Federal y que hoy, sin embargo, también están reconocidos por la Ley de Sociedad de Convivencia para la Ciudad de México que abrogó a tal ordenamiento. El PAN ha prometido ir a los tribunales para recurrir la ley. Bajo la nueva ley, los matrimonios homosexuales podrán realizarse a los 45 días de la aprobación de la medida, comenzando el 4 de marzo de 2010.

## Reacciones

### Partido Acción Nacional
En el debate legislativo del 21 de diciembre de 2009, los panistas y priistas expresaron su desacuerdo con la postura de los partidos de la Revolución Democrática y del Trabajo. Los panistas intentaron retardar la aprobación del proyecto legislativo proponiendo primero un referéndum, que fue rechazado por la mayoría de los diputados. En respuesta, la dirigente del PAN en el Distrito Federal, Mariana Gómez del Campo, pidió a Marcelo Ebrard que rechazara la aprobación de la ley, por considerarla perjudicial para los niños, al permitir la adopción por parte de parejas homosexuales. Señaló que su partido presentaría una controversia constitucional ante la Suprema Corte de Justicia de la Nación (SCJN). El 22 de diciembre Gómez del Campo señaló que contaba ya con el aval de 19 diputados del PRI, PVEM y su propio partido, de los 22 que requiere la ley mexicana. Leticia Bonifaz, consejera jurídica del GDF, rechazó que existieran argumentos jurídicos para apoyar un veto a la reforma del Código Civil. El 14 de enero de 2010 los dirigentes del PAN nacional —César Nava— y local —Mariana Gómez del Campo— anunciaron que realizarían una consulta ciudadana para conocer la opinión de los capitalinos respecto al matrimonio gay y la adopción por parte de parejas homosexuales. La consulta se realizó del 21 al 24 de enero, y de acuerdo con sus organizadores, el 53 % de sus consultados rechazó el matrimonio gay y 56 % se manifestó contra el derecho de adopción por parte de estas parejas.

### Gobierno federal

#### Presidencia de la República
El entonces presidente Felipe de Jesús Calderón Hinojosa no había mostrado su postura frente al tema; finalmente, tras la contundencia del avance legislativo y respaldo del Jefe de Gobierno capitalino Lic. Marcelo Ebrard Casaubón el ejecutivo federal desde Tokio, respaldó la postura de la PGR en la controversia, afirmando que:

La Constitución de la República habla explícitamente del matrimonio entre hombre y mujer y ahí simplemente hay un debate legal que tiene que ser resuelto por la Corte, no tiene ninguna intencionalidad política, ni parte de ningún prejuicio

En respuesta, el jefe de gobierno capitalino dijo que Calderón no puede negar que esté involucrado de manera directa en la controversia interpuesta por la PGR, y confió en que este recurso no procederá ante la Corte.
La sociedad civil organizada realizó diversas manifestaciones públicas encabezadas por "Sociedad Unida por el derecho al matrimonio entre personas del mismo sexo" como una clausura simbólica frente a las instalaciones de la PGR y una marcha multitudinari encabezada por el diputado David Razú Asnar, (quien promovió la reforma) de la mano de Lol Kin Castañeda Badillo (presidenta de la coalición);que partió del Monumento a la Independencia rumbo a la casa presidencial en México con el fin de solicitar una audiencia con el Ejecutivo Federal y entablar un diálogo respetuoso entre el movimiento social y el presidente de la República.

#### Procuraduría General de la República
La Procuraduría General de la República (PGR) interpuso la demanda ante la Suprema Corte de Justicia de la Nación contra las reformas aprobadas por los diputados de la ALDF el 27 de enero de 2010. El argumento de la PGR se centra en que la modificación de la ley atenta contra el principio de "protección a la familia" expresado por el Poder Constituyente en 1974. De acuerdo con un comunicado de prensa de la PGR, esta instancia federal considera que la figura de sociedad de convivencia protege en suficiencia los derechos de las parejas homosexuales, por lo que la modificación de la ley capitalina resulta excesiva y atenta además contra el interés superior del niño.

Asimismo, la reforma parte de la tesis de que no existía protección legal del ejercicio de los derechos de las parejas integradas por personas del mismo sexo y que desean fundar una familia. Ello no es exacto, pues en el Distrito Federal existe, desde 2006, la institución jurídica de la sociedad de convivencia, que tutela prácticamente los mismos derechos que el matrimonio, salvo los relacionados con la procreación y la descendencia.

Por otro lado, la PGR considera que la reforma se aleja del deber estatal de salvaguardar el interés superior del niño, cuya supremacía ordena la Constitución Federal y cuyos alcances establecen los tratados internacionales y han interpretado los propios tribunales mexicanos.

La acción de controversia interpuesta por la PGR fue apoyada por el PAN, la jerarquía de la iglesia católica y por el Colegio de Abogados Católicos. Por parte de la arquidiócesis de México, Norberto Rivera Carrera argumentó que en la oposición a la reforma capitalina no hay discriminación contra los gais, aunque no se pueden "arrogar derechos que vulneren el derecho de los más pequeños". Por su parte, Ennio Antonelli en su calidad de presidente del Consejo Pontificio de la Familia, declaró en Mérida, Yucatán, que la nueva cultura de respeto a los derechos de las minorías sexuales es positiva, pero resulta perjudicial cuando se incluye el tema de la adopción en el asunto.
El presidente de la Comisión Nacional para Prevenir la Discriminación (Conapred) se manifestó también a favor de la demanda interpuesta por la PGR. Ricardo Bucio calificó el 3 de febrero como "irresponsabilidad" el añadir un problema social más al complicado panorama actual en el país. Según él, la promulgación de la reforma a las leyes capitalinas ha aumentado las expresiones de odio e intolerancia al tiempo que ha favorecido la polarización de la sociedad. En contraste, el representante del Alto Comisionado de las Naciones Unidas para los Derechos Humanos, Roberto Brunori, lamentó que el debate sobre el matrimonio gay se esté tornando intolerante. Señaló que en cualquier Estado democrático debe prevalecer la civilidad sin actos discriminatorios por ninguna causa. Brunori confió en que la SCJN resolverá la controversia dentro de los estándares internacionales.

## Resolución de la Suprema Corte de Justicia de la Nación
Después de revisar el recurso de inconstitucionalidad interpuesto por la PGR en contra de las modificaciones al Código Civil para el Distrito Federal, realizadas por la ALDF, los ministros de la Suprema Corte de Justicia de la Nación (SCJN) emitieron un fallo sobre los argumentos de la Procuraduría. La tesis de esta dependencia se centraba en que la ALDF carece de atribuciones para legislar en la materia, de modo que las modificaciones introducidas debían ser desechadas.
En su sesión pública ordinaria del 5 de agosto de 2010, la SCJN desechó el recurso promovido por el procurador Arturo Chávez Chávez y resolvió que la ALDF tiene competencia para legislar sobre el matrimonio, por lo que las reformas son constitucionales. La resolución se tomó con ocho votos a favor y la oposición del presidente de la Suprema Corte, Guillermo Ortiz Mayagoitia y del ministro Sergio Salvador Aguirre Anguiano. Además, la ministra Margarita Beatriz Luna Ramos estuvo ausente en la sesión por motivos de salud.
Al declarar constitucional el matrimonio entre personas del mismo sexo reconocido por las leyes del Distrito Federal, la Suprema Corte de Justicia de la Nación siguió sus discusiones sobre la validez de los matrimonios homosexuales en toda la República. De acuerdo con su sesión del 10 de agosto de 2010, la SCJN resolvió que todas las entidades federativas están obligadas a reconocer la validez de los matrimonios homosexuales celebrados en el Distrito Federal, pero es su facultad disponer en sus legislaciones la manera en que se harán efectivos los derechos de estas parejas en sus territorios. Posteriormente, también resolvieron que la adopción por parte de los matrimonios gay se encuentran apegados a la Constitución, y que negar el derecho a la formación de una familia por esta vía sería un acto de discriminatorio que va en contra de los derechos humanos.